# Marceli Faska
Marceli Jan Faska (ur. 10 października 1928 w Kurytybie, zm. 26 października 2005 w Katowicach) – polski inżynier leśnictwa, poseł na Sejm PRL VII i VIII kadencji (1976–1985), zaprzysiężony tłumacz sądowy języka portugalskiego. 

## Życiorys
Urodził się w rodzinie polskich emigrantów ze Śląska, jego ojcem był powstaniec śląski Jan, a matką Maria. W 1939 przybył do Polski, a w czasie II wojny światowej przebywał w Związku Radzieckim. Od 1942 do 1945 był w Armii Ludowej na terenach Podkarpacia i Małopolski. Po wojnie osiadł w Chorzowie. Ukończył tam gimnazjum i liceum ogólnokształcące, a także odbył służbę wojskową. W 1953 ukończył studia z dziedziny leśnictwa na Uniwersytecie Jagiellońskim. Od 1953 do 1958 zatrudniony był w Biurze Planów Regionalnych Wojewódzkiej Komisji Planowania Gospodarczego w Katowicach jako kolejno projektant zieleni i starszy ekonomista. W latach 1958–1961 pełnił funkcję kierownika działu Zieleni Śląskiej w Komitecie Budowy Wojewódzkiego Parku Kultury i Wypoczynku w Chorzowie. Pracował później jako dyrektor Zakładów Naukowo-Badawczych Ochrony Środowiska Narodowego „Poltogor”.
W 1945 przystąpił do Związku Walki Młodych, założył jego koło w Chorzowie. W 1949 został członkiem Związku Bojowników o Wolność i Demokrację, a w 1953 Związku Młodzieży Polskiej, działał także w Zrzeszeniu Studentów Polskich. W lutym 1959 wstąpił do Stronnictwa Demokratycznego, gdzie od 1961 pełnił funkcję wiceprzewodniczącego Miejskiego Komitetu w Chorzowie, od 1973 przewodniczącego Wojewódzkiego Komitetu w Katowicach, a ponadto zasiadał w Centralnym Komitecie tej partii. Od 1961 do 1969 był wiceprzewodniczącym prezydium Miejskiej Rady Narodowej w Chorzowie, a w latach 1969–1973 wiceprzewodniczącym Wojewódzkiej RN w Katowicach. Był członkiem Wojewódzkiego (od 1969) oraz Ogólnopolskiego Komitetu Frontu Jedności Narodu. W 1976 wszedł w skład Sejmu PRL jako reprezentant okręgu Chorzów. Zasiadał w Komisjach Administracji, Gospodarki Terenowej i Ochrony Środowiska oraz Górnictwa, Energetyki i Chemii. W 1980 uzyskał reelekcję, po czym zasiadał w tych samych komisjach oraz w Komisji Odpowiedzialności Konstytucyjnej.
Odznaczony Krzyżem Komandorskim Orderu Odrodzenia Polski, Krzyżem Kawalerskim Orderu Odrodzenia Polski i Medalem 30-lecia Polski Ludowej.